# ベルサウルス
ベルサウルス（Bellusaurus　"美しいトカゲ"の意味、bellusは俗ラテン語で"美しさ"（男らしさ）、saurosは古代ギリシャ語で"トカゲ"）は小型で首の短い竜脚類恐竜で、ジュラ紀中期から知られ、体長は約4.8 mであった。化石は中国の北東ジュンガル盆地（en）の石樹溝累層（en）で見つかった。

## 発見と種

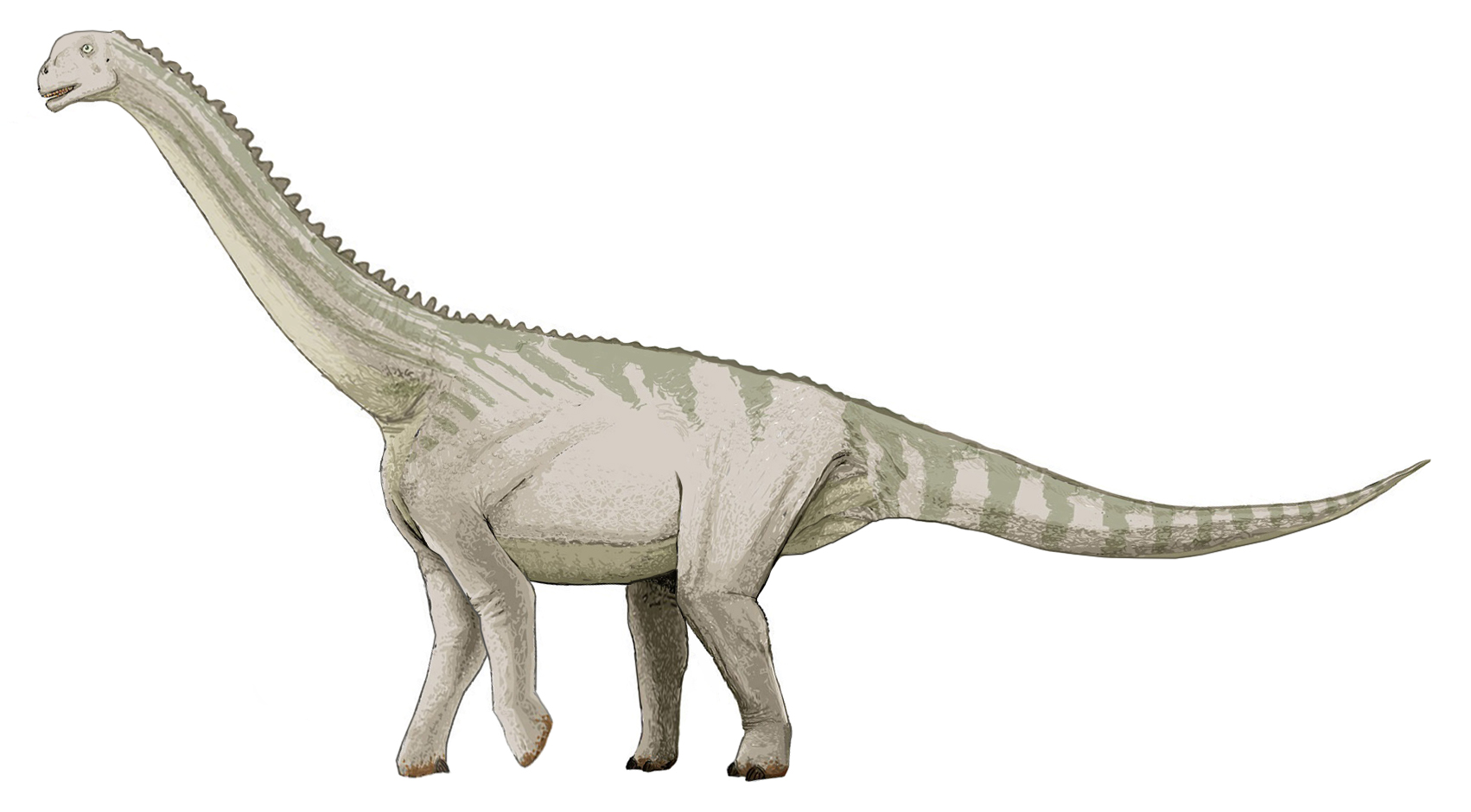
ベルサウルスの想像図

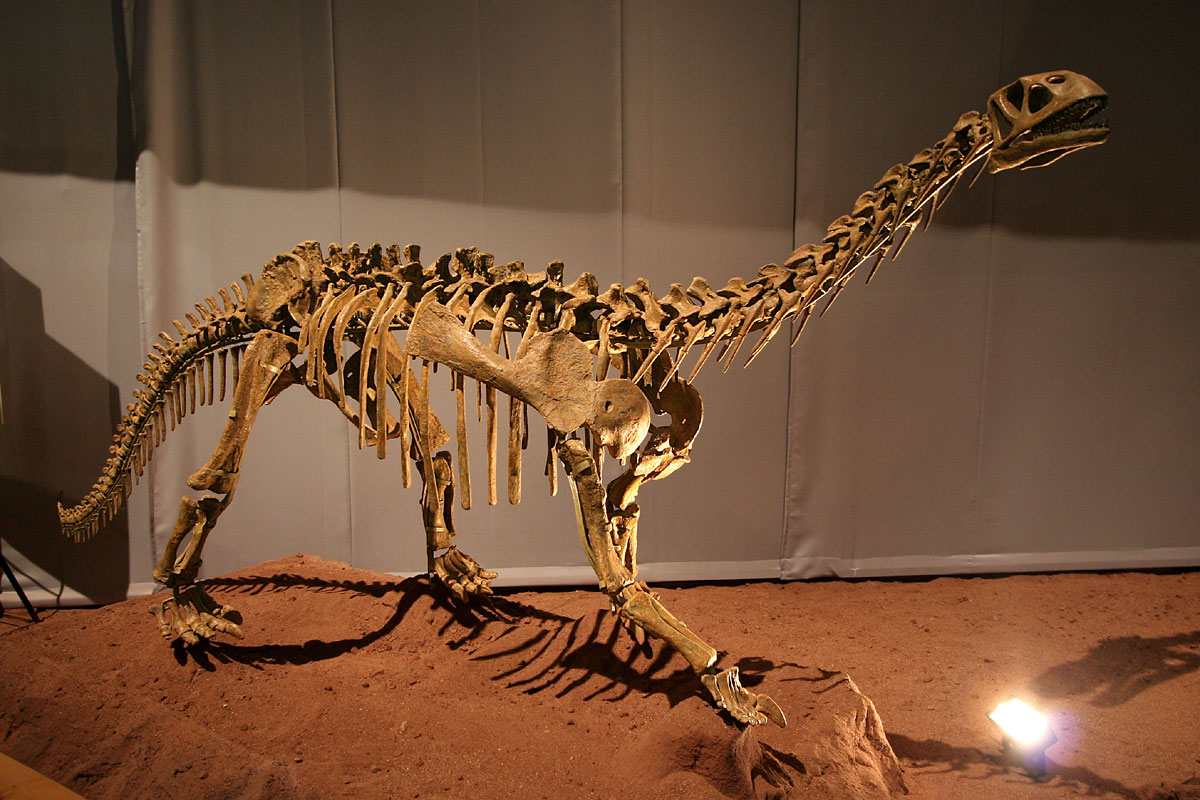
復元骨格

タイプ種（そして知られている唯一の種）であるBellusaurus suiは1987年に趙喜進（Chao Xijin）により正式に記載された。
17の個体が同じ発掘場から発見されており、群れが鉄砲水で一度に殺されたことを示唆する。またいくつかの特徴からすべて幼体の可能性が示唆される。

## 参照
- Dong Zhiming (1992). Dinosaurian Faunas of China. China Ocean Press, Beijing. ISBN 3-540-52084-8